# Pauline Roland
Marie Désirée Pauline Roland (* 7. Juni 1805, Falaise, Normandie; † 16. Dezember 1852, Frankreich) war eine französische Journalistin, Feministin und Sozialistin.

## Leben und Wirken
Aufgrund des Wunsches ihrer Mutter, verwitwete Postmeisterin, erhielten Pauline Roland und ihre zwei Jahre jüngere Schwester Irma eine gute Schulbildung, was für Mädchen der damaligen Zeit nicht üblich war. Mit Anfang zwanzig erhielten beide zusätzlich Privatunterricht von Lehrer M. Desprez, der den Schwestern die Ideen des französischen Sozialismus von Henri de Saint-Simon vermittelte, bei dem die Befreiung der Frau einen großen Platz einnahm. Pauline Roland wurde daraufhin eine Unterstützerin dieser Philosophie und ein aktives Mitglied der Saint-Simonisten.
1832 zog sie alleine nach Paris und verdiente ihren Unterhalt durch schriftstellerische und recherchierende Tätigkeiten. Sie schrieb an der Encyclopédie Nouvelle mit, verfasste Geschichtsabhandlungen und begann auch für frühe feministische Zeitschriften zu schreiben. Ab 1841 schrieb sie für die von George Sand und Pierre Leroux geleitete sozialistische Revue Indépendante.
1833 bekam sie den Sohn Jean-François von Adolphe Guérolt. Noch vor der Geburt ging sie eine Beziehung zu Jean Aicard ein, mit dem sie in „freier Verbindung“ bis 1845 lebte. Mit ihm hatte sie weitere zwei Kinder (Marie und Moïse, * 1844). Pauline Roland bestand darauf, dass all ihre Kinder ihre Nachnamen tragen sollten und sie die alleinige, auch finanzielle Verantwortung für sie tragen wolle. Als ihre Freundin Flora Tristan 1844 starb, kümmerte sie sich auch um deren Tochter Aline (die später mit Paul Gauguin Mutter wurde). Im Sinne des Saint-Simonismus heiratete Roland nie.
Finanziell sehr geschwächt fand Roland 1847 Aufnahme in der Lebensgemeinschaft von Leroux in Boussac, wo sie die Leitung der Schule und einer Zeitung (l'Eclaireur de l'Indre) übernahm. 1848 wurde Boussac geschlossen und Roland kehrte nach Paris zurück. Ihre feministischen und sozialistischen Aktivitäten intensivierten sich. Sie publizierte in der feministischen Zeitschrift Voix des Femmes. Mit Jeanne Deroin und Gustave Lefrançais gründete sie die erste Näherinnen-, Lehrer- und Lehrerinnenvereinigung mit dem Fokus auf gleiche Ausbildung von Frauen und Männern sowie auf die Besserstellung von Frauen in der Arbeitswelt. 1850 wurden diese Vereinigungen von der Regierung verboten und Roland verbüßte neben vielen anderen Personen wegen „ungesetzlichen Zusammenschluss“ eine sechsmonatige Haftstrafe.
Am 6. Februar 1852 wurde Roland für ihren Widerstand gegen den Staatsstreich verhaftet und im Pariser Gefängnis Saint-Lazare  gefangengesetzt. Im darauffolgenden März wurde sie zur Deportation nach Algerien verurteilt. Im Juni verließ sie Le Havre und wurde in das Klostergefängnis El Biar gebracht. Im Juli wurde sie, als staatsgefährdender Häftling geltend, in ein Gefängnis nach Annaba überstellt. Ende Oktober 1852 wurde sie begnadigt, aufgrund der schlechten Haftbedingungen befand sie sich allerdings in einem schlechten Gesundheitszustand. Zusätzlich erschöpft von der Seereise zurück nach Frankreich starb sie am 16. Dezember 1852 an einer Rippenfellentzündung.
Roland war Weggefährtin und Mitstreiterin von den damaligen Sozialisten und Feministen, wie z. B. Flora Tristan, Jeanne Deroin, Suzanne Voilquin, George Sand, Pierre Leroux und Charles Fourier.